# Echo Kellum
Echo Kellum (Chicago, 29 agosto 1982) è un attore statunitense.

## Biografia
Trasferitosi a Los Angeles nel 2009, è prevalentemente un attore comico. Dal 2012 in poi lo si vede in numerose serie televisive come Ben & Kate, Sean Saves the World, You're the worst e Arrow, dove ricopre il ruolo di Curtis Holt, personaggio tratto dal fumetto omonimo.
Nel 2017 è previsto il suo primo ruolo cinematografico nel film Girlfriend's Day a fianco di Bob Odenkirk.

## Filmografia

### Televisione
- Comedy Bang! Bang! (2012-2013)
- Ben and Kate (2012-2013)
- Hot in Cleveland (2012-2013)
- NTSF:SD:SUV:: (2013)
- Key and Peele (2013)
- Sean Saves the World (2013-2014)
- Rick and Morty (2013-2014)
- A to Z (2015)
- Drunk History (2015)
- The League (2015)
- You're the Worst (2015)
- Arrow (2015-2019)
- Legends of Tomorrow (2017)

## Doppiatori italiani
Nelle versioni in italiano delle opere in cui ha recitato, Echo Kellum è stato doppiato da:
- Gianluca Crisafi in Arrow, Legends of Tomorrow
- Alessandro Germano ne La festa delle fidanzate
- Riccardo Petrozzi in The Old Man